# جائزة صحيفة الهداف لأفضل لاعب عربي

جريدة الهداف

جائزة أفضل لاعب عربي هي جائزة تمنحها صحيفة الهداف منذ عام 2007 لأفضل لاعب عربي في الموسم، وتحظى هذه العملية بشعبية واسعة، وتتم باختيار عشر أسماء محلية أو محترفة من مختلف البلدان العربية، حيث يشارك خيرة الإعلاميين العرب في اختيار أفضل لاعب عربي بكل حرية، ثم تقوم اللجنة المنظمة بنشر النتائج الجزئية والمفصلة لضمان شفافية هذه العملية وفي ظروف ملاءمة.

## جائزة أفضل لاعب عربي
| العام | اللاعب              |
| ----- | ------------------- |
| 2007  | محمد أبو تريكة      |
| 2008  | محمد أبو تريكة      |
| 2009  | مجيد بوقرة          |
| 2010  | مروان الشماخ        |
| 2011  | عادل تاعرابت        |
| 2012  | محمد أبو تريكة      |
| 2013  | محمد صلاح           |
| 2014  | ياسين ابراهيمي      |
| 2015  | محمد صلاح           |
| 2016  | رياض محرز           |
| 2017  | محمد صلاح           |
| 2018  | ياسر صبري           |
| 2019  | عبد الرزاق حمد الله |
| 2020  | محمد صلاح           |

## جائزة أفضل مدرب عربي
| العام | المدرب      |
| ----- | ----------- |
| 2016  | مؤمن سليمان |
| 2018  | جمال محمود  |
| 2019  | جمال بلماضي |
| 2020  | جمال بلماضي |

## جائزة أفضل رياضي عربي
| العام | رجال         | الرياضة   | سيدات         | الرياضة     |
| ----- | ------------ | --------- | ------------- | ----------- |
| 2015  | صالح الماجري | كرة السلة | حبيبة الغريبي | العاب القوى |
| 2018  | أحمد أبو غوش | تايكواندو | سارة سمير     | رفع الأثقال |